# Naria acicularis
Espèce
Répartition géographique
Synonymes
- Cypraea acicularis Gmelin, 1791
- Erosaria acicularis (Gmelin, 1791)

Naria acicularis est une espèce de mollusques gastéropodes de la famille des Cypraeidae. Elle fait partie des « porcelaines » et présente deux sous-espèces.

## Sous-espèces

### Naria acicularis acicularis
Décrite par Gmelin, 1791. Cette petite porcelaine (sa taille ne dépasse guère 25 mm) se rencontre entre 10 et 40 m de fond de la Floride jusqu’au Brésil. Les taches jaune orangé qui mouchettent sa coquille lui ont valu le nom anglais de « Atlantic Yellow Cowry ».

### Naria acicularis sanctahelenae
Décrite par Schilder, 1930. Cette sous-espèce de Naria acicularis ne se trouve que sur les rivages de l'île Sainte-Hélène et de l'île de l'Ascension.